# Ulophora guarinella
Ulophora guarinella is een vlinder uit de familie van de snuitmotten (Pyralidae). De wetenschappelijke naam van de soort is voor het eerst geldig gepubliceerd in 1881 door Philipp Christoph Zeller.